# (120) Lachésis
(120) Lachésis, internationalement (120) Lachesis, est un gros astéroïde de la ceinture principale d'astéroïdes. Il a été découvert par l'astronome français Alphonse Borrelly le 10 avril 1872, et indépendamment par l'astronome germano-américain Christian Heinrich Friedrich Peters le 11 avril 1872.
L'occultation d'une étoile par Lachésis a eu lieu en 1999, elle a été confirmée visuellement par cinq observateurs et une fois par procédé photoélectrique.
Des observations photométriques de cet astéroïde ont été faites au début de l'année 2009 à l'observatoire Organ Mesa à Las Cruces au Nouveau-Mexique. La courbe de lumière qui en résulta montre une période synodique de rotation de 46,551 ± 0,002 heures avec une variation de luminosité de 0,14 ± 0,02 de magnitude. Il a la période de rotation la plus longue pour un astéroïde de plus de 150 km de diamètre. En tant qu'astéroïde de type C, il est probablement composé de matériaux primitifs carbonés

## Nom
L'astéroïde a été nommé d'après Lachésis, l'une des 3 Moires, ou Parques, de la mythologie grecque.